# 키부큰도깨비쥐
키부큰도깨비쥐(Cricetomys kivuensis)는 붉은숲쥐과에 속하는 설치류의 일종이다. 남아프리카에서 발견된다. 국제 자연 보전 연맹의 IUCN 적색 목록은 에민도깨비쥐의 이명으로 간주하고 있다.